# Krasznaja Jaruga-i járás

A Krasznaja Juraga-i járás a Belgorodi területen

A Krasznaja Jaruga-i járás (oroszul Краснояружский район) Oroszország egyik járása a Belgorodi területen. Székhelye Krasznaja Jaruga.

## Népesség
- 2002-ben 15 128 lakosa volt.
- 2010-ben 14 891 lakosa volt.